# Tư lệnh Quân chủng Phòng không - Không quân Việt Nam
Tư lệnh Quân chủng Phòng không - Không quân Việt Nam thường gọi tắt là Tư lệnh Không quân là một chức vụ đứng đầu Quân chủng Phòng không - Không quân, có chức trách tổ chức lực lượng, chỉ huy và điều hành các hoạt động quân sự thực hiện nhiệm vụ quản lý và kiểm soát chặt chẽ các vùng trời, mặt đất và các biển đảo thuộc chủ quyền của Việt Nam trên Biển Đông; giữ gìn an ninh, chống lại mọi hành vi vi phạm chủ quyền, quyền chủ quyền, quyền tài phán và lợi ích quốc gia của Việt Nam trên vùng trời; bảo vệ các hoạt động bình thường của Việt Nam trên các không phận; cứu trợ, tìm kiếm cứu nạn và các nhiệm vụ khác; bảo vệ các mục tiêu trọng điểm quốc gia. Ngoài ra, Tư lệnh Không quân còn giữ nhiệm vụ tham mưu cho Quân ủy Trung ương và Bộ trưởng Quốc phòng về mặt quản lý nhà nước và chỉ huy quân đội nhằm đánh bại mọi cuộc tiến công xâm lược trên vùng trời.
Đảm nhận chức vụ Tư lệnh Quân chủng Phòng không - Không quân Nhân dân Việt Nam thường là một sĩ quan cao cấp mang hàm từ Thiếu tướng đến Thượng tướng. Căn cứ theo điều 25 được sửa đổi, bổ sung của Luật Sửa đổi, Bổ sung một số Điều của Luật Sĩ quan Quân đội nhân dân Việt Nam, số 72/2014/QH13 ngày 27 tháng 11 năm 2014 thì chức vụ Tư lệnh Quân chủng Hải quân Nhân dân Việt Nam do Thủ tướng Chính phủ bổ nhiệm.

## Chức năng và nhiệm vụ
Tư lệnh Phòng không - Không quân là người đứng đầu Quân chủng Phòng không - Không quân, chịu trách nhiệm trước Chủ tịch nước, Chính phủ, Thủ tướng Chính phủ về toàn bộ hoạt động của Quân chủng Phòng không - Không quân và có trách nhiệm:
- Tổ chức thực hiện những công việc thuộc thẩm quyền quy định trong Hiến pháp
- Tổ chức thực hiện những công việc được Chủ tịch nước, Thủ tướng Chính phủ, Bộ trưởng Bộ Quốc phòng giao hoặc ủy quyền
- Tổ chức thực hiện chức năng, nhiệm vụ quản lý nhà nước theo quy định
- Tổ chức thực hiện Quy chế thực hiện dân chủ trong hoạt động của Quân chủng Phòng không - Không quân
- Tổ chức thực hiện huấn luyện, diễn tập, xây dựng lực lượng phòng không - không quân
- Tham mưu cho Quân ủy Trung ương và Bộ trưởng Quốc phòng về mặt quản lý nhà nước và chỉ huy lực lượng phòng không - không quân

### Quyền hạn
- Nâng bậc lương và phiên quân hàm QNCN cấp Thiếu tá, Trung tá và CNVQP
- Điều động QNCN, CNVQP, HSQ-BS từ đơn vị này sang đơn vị khác thuộc Quân chủng
- Quyết định nội dung, thời gian, thành phần và chủ trì các cuộc họp quan trọng của Quân chủng Phòng không - Không quân
- Thực hiện các nhiệm vụ khác theo quy định của pháp luật.

## Điều kiện để trở thành Tư lệnh Phòng không - Không quân
- Là công dân Việt Nam
- Là Ủy viên Trung ương Đảng
- Ít nhất là 35 tuổi
- Ít nhất phải tốt nghiệp Đại học trở lên và có quân hàm Thiếu tướng
- Được Thủ tướng bổ nhiệm giữ chức Tư lệnh Phòng không - Không quân

## Tư lệnh qua các thời kỳ

### Quân chủng Phòng không (1958 - 1962)
| Thứ tự | Họ tên                 | Cấp bậc                          | Thời gian đảm nhiệm | Chức vụ cuối cùng                            | Ghi chú |
| ------ | ---------------------- | -------------------------------- | ------------------- | -------------------------------------------- | ------- |
| 1      | Hoàng Kiện (1921-2000) | Đại tá (1958) Thiếu tướng (1977) | 1958 - 1962         | Phó Giám đốc Học viện Quốc phòng (1981-1986) |         |

### Quân chủng Phòng không - Không quân (1962 - 1977)
| Thứ tự | Họ tên                    | Cấp bậc                                              | Thời gian đảm nhiệm | Chức vụ cuối cùng                         | Ghi chú |
| ------ | ------------------------- | ---------------------------------------------------- | ------------------- | ----------------------------------------- | ------- |
| 1      | Phùng Thế Tài (1920-2014) | Thượng tá (1958) Đại tá (1967) Thượng tướng (1986)   | 1962 - 1967         | Phó Tổng Tham mưu trưởng (1967-1987)      |         |
| 2      | Đặng Tính (1920-1973)     | Đại tá (1958)                                        | 1967 - 1969         | Chính ủy Binh đoàn Trường Sơn (1971-1973) |         |
| 3      | Lê Văn Tri (1920-2006)    | Đại tá (1969), Thiếu tướng (1974) Trung tướng (1982) | 1969 - 1977         | Chủ nhiệm Tổng cục Kỹ thuật (1977-1987)   |         |

### Quân chủng Không quân (1977 - 1999)
| Thứ tự | Họ tên                     | Cấp bậc                                                   | Thời gian đảm nhiệm | Chức vụ cuối cùng                         | Ghi chú |
| ------ | -------------------------- | --------------------------------------------------------- | ------------------- | ----------------------------------------- | ------- |
| 1      | Đào Đình Luyện (1929-1999) | Thiếu tướng (1977) Trung tướng (1983) Thượng tướng (1988) | 1977 - 1986         | Tổng Tham mưu trưởng (1991-1995)          |         |
| 2      | Trần Hanh (1932-)          | Thiếu tướng (1984) Trung tướng (1989)                     | 1986 - 1989         | Thứ trưởng Bộ Quốc phòng (1996-2000)      |         |
| 3      | Phạm Thanh Ngân (1939-)    | Thiếu tướng (1988) Trung tướng (1992) Thượng tướng (1999) | 1989 - 1996         | Chủ nhiệm Tổng cục Chính trị (1998-2001)  |         |
| 4      | Nguyễn Văn Cốc (1942-)     | Thiếu tướng (1990) Trung tướng (1999)                     | 1996 - 1997         | Chánh Thanh tra Bộ Quốc phòng (1998-2002) |         |
| 5      | Nguyễn Đức Soát (1946-)    | Thiếu tướng (1994) Trung tướng (1999)                     | 1997 - 2000         | Phó Tổng Tham mưu trưởng                  |         |

### Quân chủng Phòng không (1977 - 1999)
| Thứ tự | Họ tên                      | Cấp bậc                                                   | Thời gian đảm nhiệm | Chức vụ cuối cùng                                    | Ghi chú |
| ------ | --------------------------- | --------------------------------------------------------- | ------------------- | ---------------------------------------------------- | ------- |
| 1      | Đào Đình Luyện (1929-1999)  | Thiếu tướng (1977) Trung tướng (1983) Thượng tướng (1988) | 1977 - 1986         | Tổng Tham mưu trưởng (1991-1995)                     |         |
| 2      | Hoàng Văn Khánh (1923-2002) | Đại tá Thiếu tướng (1979) Trung tướng (1986)              | 1977 - 1983         | Phái viên Bộ Tổng Tham mưu Bộ Quốc phòng (1983-1988) |         |
| 3      | Trần Nhẫn (1927-)           | Thiếu tướng (1983) Trung tướng (1989)                     | 1983 - 1995         |                                                      |         |
| 4      | Ngô Huynh (1934-1999)       | Thiếu tướng (1990)                                        | 1995 - 1999         |                                                      |         |

### Quân chủng Phòng không - Không quân (1999 - nay)
| Thứ tự | Họ tên                  | Cấp bậc                                                   | Thời gian đảm nhiệm     | Chức vụ cuối cùng                                                      | Ghi chú       |
| ------ | ----------------------- | --------------------------------------------------------- | ----------------------- | ---------------------------------------------------------------------- | ------------- |
| 1      | Nguyễn Đức Soát (1946-) | Trung tướng (1999)                                        | 1999 - 2002             | Phó Tổng Tham mưu trưởng                                               |               |
| 2      | Nguyễn Văn Thân (1945-) | Thiếu tướng Trung tướng (2003) Thượng tướng (2011)        | 2002 - 2006             |                                                                        |               |
| 3      | Lê Hữu Đức(1955-)       | Trung tướng (2007) Thượng tướng (2015)                    | 2007 - 2010             | Thứ trưởng Bộ Quốc phòng (2010-2016)                                   |               |
| 4      | Phương Minh Hòa (1955-) | Trung tướng (2011) Thượng tướng (2015)                    | 2010 - 21/05/2015       | Phó Chủ nhiệm Tổng cục Chính trị (2015-2016)                           |               |
| 5      | Lê Huy Vịnh (1961-)     | Thiếu tướng (2011) Trung tướng (2015) Thượng tướng (2020) | 21/05/2015 - 31/12/2019 | Phó Tổng Tham mưu trưởng (2019-2020), Thứ trưởng Bộ Quốc phòng (2020-) |               |
| 6      | Vũ Văn Kha (1963-)      | Thiếu tướng (2017) Trung tướng (2021)                     | 31/12/2019 – 19/05/2023 |                                                                        | Quyền Tư lệnh |
| 7      | Nguyễn Văn Hiền         | Thiếu tướng (2018) Trung tướng (2023) Thượng tướng (2025) | 19/05/2023 – 28/06/2025 |                                                                        |               |
| 8      | Vũ Hồng Sơn             | Thiếu tướng                                               | 28/06/2025 - nay        |                                                                        |               |